# وصلة صفحة

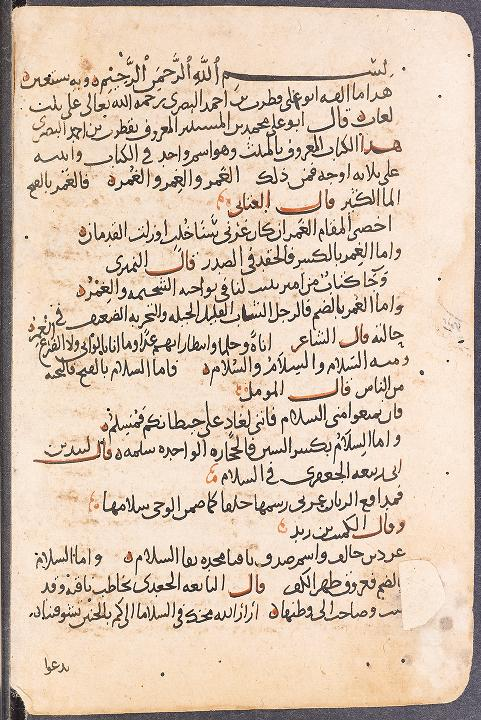
كلمة ندعوا مرسومة في أسفل أولى صفحات مثلث قطرب

الكلمة الهادية أو الوصلة، أو الواصلة، أو الرابطة، أو العقب، أو التعقيبة، أو التصفيح، أو الاستخراج، أو السائس، أو الرقّاص، أو الركّابة بالفارسية، هي الكلمة المكتوبة في ذيل صفحة الكتاب دلالة على الكلمة الأولى من الصفحة التي تليها، للتمكين من وصل القراءة.